# Индустријска зона Понте Самођа (Болоња)
Индустријска зона Понте Самођа (итал. Zona Industriale Ponte Samoggia) је насеље у Италији у округу Болоња, региону Емилија-Ромања.
Према процени из 2011. у насељу је живело 2 становника. Насеље се налази на надморској висини од 43 м.